# Open Your Eyes (album, Yes)
Open Your Eyes je sedmnácté studiové album britské progresivní rockové skupiny Yes. Jeho nahrávání probíhalo v létě 1997 a vyšlo v listopadu téhož roku. Autorem obalu alba je Roger Dean.

## Seznam skladeb
| Pořadí         | Název              | Délka |
| -------------- | ------------------ | ----- |
| 1.             | New State of Mind  | 6:00  |
| 2.             | Open Your Eyes     | 5:14  |
| 3.             | Universal Garden   | 6:17  |
| 4.             | No Way We Can Lose | 4:56  |
| 5.             | Fortune Seller     | 5:00  |
| 6.             | Man in the Moon    | 4:41  |
| 7.             | Wonderlove         | 6:06  |
| 8.             | From the Balcony   | 2:43  |
| 9.             | Love Shine         | 4:38  |
| 10.            | Somehow, Someday   | 4:47  |
| 11.            | The Solution       | 23:47 |
| Celková délka: | Celková délka:     | 74:12 |

## Obsazení
- Jon Anderson – zpěv
- Steve Howe – elektrická kytara, akustická kytara, steel kytara, banjo, mandolína, zpěv
- Billy Sherwood – klávesy, kytara, zpěv
- Chris Squire – baskytara, zpěv, harmonika
- Alan White – bicí, perkuse, zpěv
- Igor Khoroshev – klávesy
- Steve Porcaro – klávesy